# Emérito
Un emérito (del latín ex, «por», y meritus, «mérito»; «por mérito» o «debido al mérito») es aquella persona que, después de haberse retirado del cargo que ocupaba, disfruta de beneficios derivados de una profesión, especialmente docente universitaria o eclesiástica, como reconocimiento a sus buenos servicios en la misma; beneficios que pueden ser de diversa naturaleza según el rango y la institución de que se trate. Se utiliza el término también para directores de orquesta que han servido superlativamente a la entidad que les otorga el título.
Por lo general, se concede al emérito la potestad de participar activamente en las tareas que le eran propias antes de su retiro, previa consulta del encargado del mismo, se les da voz en asambleas y reuniones y asiste a otras en calidad de invitado de honor.

## En la Iglesia
En las congregaciones cristianas que poseen esos puestos, se contempla la transferencia de un papa, obispo o arzobispo al estado de 'emeritazgo', por el cual se le rescinden todas sus responsabilidades pastorales; pero puede seguir celebrando misa/predica, en la medida en que se lo permitan sus fuerzas, pues por lo general se trata de personas de avanzada edad.
En la Iglesia católica, los (arz)obispos eméritos pasan a serlo cuando renuncian a su cargo ante el arzobispo metropolitano o directamente al sumo pontífice, dejando así sus responsabilidades diocesanas, auxiliares o cualesquiera que tuvieran. Cuando alcanzan la edad de setenta y cinco años, deben presentar su renuncia según prescribe el Derecho Canónico, y luego el papa decide caso por caso.
Los (arz)obispos eméritos no forman parte de la Conferencia Episcopal; pero sí son llamados consultivamente por su experiencia y venerabilidad. Sí siguen perteneciendo al Colegio Episcopal. En algunos casos, cuando el Episcopado se encuentra en Visita Ad Limina, uno o varios obispos eméritos representan a la Conferencia Episcopal en ausencia de los obispos que ejercen dichos cargos dentro de este organismo.

## En la universidad
En las universidades españolas el nombramiento de profesores eméritos está reglado por el Real Decreto 898/1985, de 30 de abril, sobre régimen del profesorado universitario. Por él se establece que el profesorado emérito:
1. Será contratado por el Consejo de Gobierno de cada Universidad...
2. ...de entre profesores jubilados pertenecientes a los cuerpos docentes universitarios que hayan prestado servicios destacados a la Universidad por un periodo mínimo de diez años.
3. Estará representado junto con otros colaboradores y asociados:
  1. En el Claustro de la Universidad
  2. En el Consejo de Gobierno
  3. En el electorado del rector.
4. En su contrato se especificarán sus obligaciones académicas que siempre serán a tiempo parcial y por espacio de dos años, pudiendo renovarse después.

En otros países las condiciones para el nombramiento de profesores eméritos no difieren demasiado siendo el periodo de diez años de docencia una constante. También existe la posibilidad, extendida en el mundo anglosajón, de otorgar el título automáticamente cuando se cumplan los plazos requeridos y sin entrar a valorar, por ejemplo, si las publicaciones científicas son de mayor o menor importancia.[cita requerida]

## En la antigua Roma
Los antiguos romanos llamaban eméritos a los legionarios licenciados que disfrutaban de los privilegios y recompensa recibida por sus buenos servicios. Usualmente, aparte del botín que pudieran haber podido amasar en las diversas campañas, el general de turno otorgaba a sus soldados predilectos grandes concesiones de terreno expropiado en los países conquistados con lo que se fundaban verdaderas urbes con el licenciamiento de soldados tras el fin de campañas importantes.
Un ejemplo de este tipo de fundación lo presenta la actual Mérida, capital de Extremadura, España, que llevó el nombre de Emerita Augusta cuando se creó en el año 25 a. C. Para el asentamiento de la nueva población, se les dio la ciudadanía romana a los habitantes de la población que ya existía previamente en el lugar. Así, el emperador César Augusto premió con esta nueva ciudad a sus hombres al finalizar las cruentas guerras cántabras, creando una próspera ciudad en la Bética —entonces englobada en la Hispania Ulterior— que más tarde se convertiría en capital de la provincia de Lusitania.

## Monarquías

### España
Con la abdicación del rey don Juan Carlos I de España, se dio una situación poco común y no prevista en la Constitución, puesto que solo indica que requiere de desarrollo legislativo mediante Ley Orgánica, que es la convivencia entre dos monarcas. Ante esta situación, el Gobierno de Mariano Rajoy emitió un Real Decreto por el cual, el rey y la Reina saliente, Don Juan Carlos y Doña Sofía conservarían los títulos de Rey y Reina respectivamente con los mismos honores que tiene el heredero de la Corona, el Príncipe o Princesa de Asturias, actualmente Leonor de Borbón.
Debido a que Sus Majestades los Reyes eméritos conservan muchos de los privilegios que tenían como reyes y, para distinguirlos en los medios de comunicación de los Reyes titulares de la Corona, se añade a continuación de su título el adjetivo emérito.